# توبوليف تو-98
توبوليف تو-98 (لقب تعريف الناتو: باكفين "Backfin") هي نموذج قاذفة قنابل نفاثة مرتدة الأجنحة، صممتها توبوليف لصالح الاتحاد السوفيتي.

## المواصفات
الخصائص العامة
- الطول:  ()
- باع الجناح:  ()
- الارتفاع:  ()

الأداء